# Michał Zdzichowski
Michał Zdzichowski (ur. 3 czerwca 1884 w majątku Podubiś w guberni kowieńskiej, zm. 28 sierpnia 1962 w Toruniu) – pułkownik artylerii Wojska Polskiego.

## Życiorys
W latach 1905–1907 był słuchaczem Aleksiejewskiej Szkoły Wojskowej w Moskwie. 14 czerwca 1907 został mianowany podporucznikiem ze starszeństwem z 24 marca 1906 i wcielony do 16 Brygady Artylerii w Wołkowysku. W szeregach tej brygady, a od 1915 - 11 Samodzielnego Dywizjonu Artylerii Ciężkiej, walczył na frontach I wojny światowej. Awansował na sztabskapitana i kapitana.
1 czerwca 1921 pełnił służbę w Centralnym Obozie Szkół Podoficerskich Artylerii w Toruniu, a jego oddziałem macierzystym był 18 Pułk Artylerii Polowej. Pod koniec tego roku został wyznaczony na stanowisko zastępcą dowódcy Centralnego Obozu Szkół Podoficerskich Artylerii, a następnie pomocnikiem komendanta obozu i dyrektorem nauk. 3 maja 1922 został zweryfikowany w stopniu podpułkownika ze starszeństwem z 1 czerwca 1919 i 62. lokatą w korpusie oficerów artylerii. W tym samym roku został przydzielony z macierzystego 18 pap do Obozu Szkolnego Artylerii w Toruniu na stanowisko komendanta Szkoły Podoficerów Zawodowych Artylerii. W marcu 1926 został przeniesiony do 8 Pułku Artylerii Ciężkiej w Toruniu na stanowisko zastępcy dowódcy pułku. W sierpniu tego roku został przeniesiony do 10 Pułku Artylerii Polowej w Łodzi na stanowisko dowódcy pułku. 1 stycznia 1928 został mianowany pułkownikiem ze starszeństwem z 1 stycznia 1928 i 5. lokatą w korpusie oficerów artylerii. Z dniem 30 czerwca 1934 został przeniesiony w stan spoczynku. We wrześniu 1939 został powołany do służby czynnej i wyznaczony na stanowisko dowódcy Ośrodka Zapasowego Artylerii Lekkiej nr 9 w Brześciu nad Bugiem. W latach 1946–1949 był szefem sztabu Centrum Wyszkolenia Artylerii, a następnie Wyższej Szkoły Artylerii w Toruniu. W 1949 został przeniesiony do Oficerskiej Szkoły Artylerii nr 2 w Olsztynie. Zmarł 28 sierpnia 1962. Został pochowany na Cmentarzu Garnizonowym w Toruniu.
Był żonaty z Lucyllą z Iwanowiczów (1887–1958).

## Ordery i odznaczenia
- Krzyż Kawalerski Orderu Odrodzenia Polski – 6 grudnia 1946[19]
- Złoty Krzyż Zasługi – 2 sierpnia 1928 „za zasługi na polu wyszkolenia wojska”[20][21]
- Medal Pamiątkowy za Wojnę 1918-1921[22]
- Medal Dziesięciolecia Odzyskanej Niepodległości[22]
- Oficer francuskiego Orderu Palm Akademickich[23]

rosyjskie
- Order Świętej Anny 2 stopnia z mieczami – 19 czerwca 1917[3]
- Order Świętego Stanisława 2 stopnia z mieczami – 20 września 1916[3]
- Order Świętej Anny 3 stopnia z mieczami kokardą – 27 marca 1916[3]
- Order Świętej Anny 4 stopnia – 27 października 1915[3]